# Barrio Norte (Concepción)
Barrio Norte es el nombre dado a un barrio residencial ubicado al norte de la comuna de Concepción, en la Región del Biobío, en Chile. Destaca como uno de los típicos barrios residenciales de Concepción en la actualidad, contando con una amplia oferta educativa multinivel y comercial.  

## Historia
Su actual emplazamiento era parte de la entonces periferia de la ciudad de Concepción hasta el siglo XIX (previo al crecimiento demográfico que dio origen al Gran Concepción). El sector comenzó a ser habitado de manera intensiva a partir de inicios del siglo XX, tras la llegada de campesinos de la zona, los cuales buscaban mejores condiciones laborales en la ciudad (migración campo-ciudad). Buena parte de los terrenos en los cuales se ubica estuvieron anteriormente destinados a la agricultura, la lechería y ganadería en general.

## Servicios
Administración y emergencias
En este sector de la ciudad, la Municipalidad de Concepción dispone de una Delegación Municipal encargada de atender problemas y consultas, además de brindar una serie de actividades y servicios municipales a las y los habitantes del sector. El barrio dispone, a su vez, de una oficina de la Corporación de Asistencia Judicial. En este sector también se encuentra emplazada la Novena Compañía del Cuerpo de Bomberos de Concepción, inaugurada el 25 de julio de 1969, y remodelada por completo a partir del año 2022. 
Educación
En cuanto a los servicios de tipo educacional de nivel superior, en el Barrio Norte de Concepción se destaca desde principios de los años 2000 la sede Concepción de la Universidad San Sebastián con su  Campus Tres Pascualas y el Campus Paicaví, inaugurado en el año 2023y que se encuentra ubicado también dentro de este sector residencial. Igualmente, en el sector destaca la oferta de liceos, entre ellos, el Liceo Bicentenario Jorge Sánchez Ugarte, inaugurado en el año 1971, y que al año 2024 poseía una matrícula de aproximadamente 1.190 estudiantes.
Comercio
Destaca, la amplia oferta comercial presente en el sector, entre las que se pueden mencionar: Farmacias, clínicas veterinarias, automotoras (hacia Avenida Paicaví), MiniMarkets, gimnasios, bencineras (COPEC), restaurantes, peluquerías, además de los tradicionales negocios de barrio. 

## Poblaciones
Este sector comprende alrededor de unas 90 poblaciones y barrios. Se ubica al norte de la ciudad y está rodeado de tres importantes avenidas (Avenida Paicaví, Alonso de Ribera y Camilo Henríquez). El sector de Barrio Norte está rodeado de otros sectores de la zona norte de Concepción:
- Aguas Dulces
- Concepción Norte
- Andalién
- Corte Lientur
- Cooperativa Los Notros
- Isla Andalién (en Chillancito)
- John Kennedy
- Las Princesas
- Lomas de Bellavista
- Lomas de San Andrés
- Lomas de San Sebastián
- Remodelación Colo Colo
- Santa Sabina
- Teniente Merino 1
- Teniente Merino 2
- Tucapel Bajo
- Villa Cap
- Villa Universidad de Concepción

La denominación Barrio Norte a veces se emplea en sentido amplio, comprendiéndose también tales poblaciones.
|                         |
| Cocinería «Los Troncos» |

|                                                |
| Enlace Santa Sabina - Avenida Alonso de Ribera |

|                |
| Comercio local |

|                                  |
| Calle Lautaro esquina Bellavista |

## Lagunas
Su entorno se caracteriza también por contener cuatro lagunas, Las Tres Pascualas, Lo Custodio, Lo Méndez y Lo Galindo, las que están rodeadas de parques urbanos.
|                                                    |
| Laguna Las Tres Pascualas, con la U. San Sebastián |

|                    |
| Laguna Lo Custodio |

|                  |
| Laguna Lo Méndez |

|                   |
| Laguna Lo Galindo |

## Proyecto comuna de Barrio Norte (Andalién)

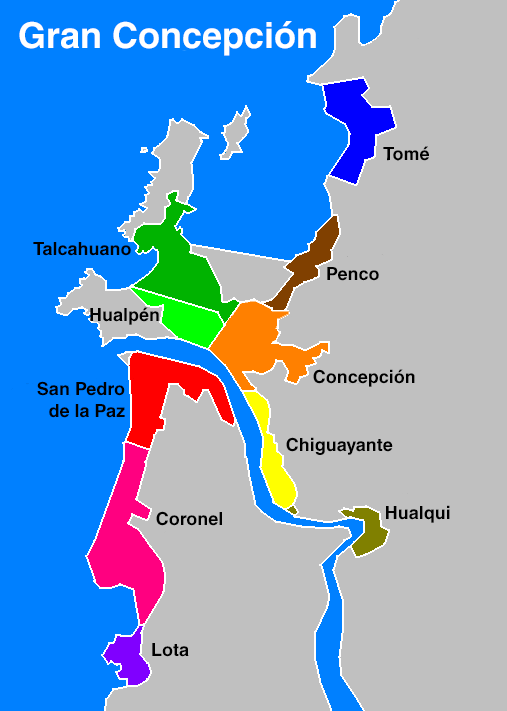
Mapa del Gran Concepción. En color damasco, ubicación de la nueva comuna proyectada

Durante algunos años, se promovió por algunos vecinos de Barrio Norte y, en general de la zona norte de la actual comuna de Concepción, la creación de una nueva comuna que comprendiera dicho sector. Con el apoyo de diversas agrupaciones vecinales como la Agrupación de Juntas de Vecinos de Barrio Norte, representantes políticos y sectoriales, se pretendió seguir el camino emprendido en la intercomuna por San Pedro de la Paz, Chiguayante y Hualpén. Las particularidades históricas y sociales del sector, el abandono a que decían estaba sometido por parte de la Municipalidad de Concepción, y la necesidad de descentralización del poder político acercándolo a los ciudadanos, fundamentaron la iniciativa, la que requirió ser estudiada por organismos estatales tales como la Subsecretaría de Desarrollo Regional antes de su posible aprobación.
De convertirse en comuna, iba a limitar al sur con Concepción, al norte con Penco, al noroeste con Talcahuano, y al suroeste con Hualpén.

### Consulta Ciudadana
Ante la iniciativa gestada desde vecinos y dirigentes por la creación de la nueva comuna de Barrio Norte la Subsecretaría de Desarrollo Regional y Administrativo de Chile (SUBDERE) se realizó el estudio de factibilidad técnica correspondiente. En ese marco se le solicitó al alcalde de Concepción Álvaro Ortiz su opinión al respecto. Para ello, decidió hacer una consulta ciudadana en la que los habitantes de Concepción se pronuncien sobre este tema. El resultado fue el fundamento de la respuesta del alcalde a la SUBDERE
Esta consulta ciudadana se llevó a cabo los días 12, 13, 14 y 15 de noviembre de 2015 en toda la ciudad de Concepción, para esto se dispusieron de 36 locales de votación.
El escrutinio de todos los votos válidamente emitidos se hizo el domingo 15 de noviembre de 2015 al término de las votaciones, en cada local de sufragio, con excepción de los que no reúnan las condiciones para ello. En estos casos, las urnas fueron llevadas al Salón de Honor del municipio de Concepción y fueron abiertas en un recuento público abierto a los ciudadanos.

### Resultados
El proceso se desarrolló entre los días 12 al 15 de noviembre en el que participaron 21 527 personas, en que 18 495 eligieron la opción «No» (85,92 %) y 3032 (14,08 %) optaron por la opción «Sí». Con ello la posibilidad de creación de la comuna de Andalién fue rechazada por los vecinos de la comuna penquista.